# Escut de Tornabous
L'escut oficial de Tornabous té el següent blasonament:
Escut caironat: de sinople, un bou d'argent sobremuntat d'una rella d'argent posada en pal. Per timbre, una corona de poble.

## Història
Va ser aprovat el 26 de gener del 2010 i publicat al DOGC núm. 5570 del 18 de febrer del mateix any; l'expedient d'adopció de l'escut municipal havia estat iniciat per l'Ajuntament el 26 de juny del 2009, quan la proposta d'escut va ser aprovada pel Ple.
Es tracta d'un escut parlant referent al topònim de la localitat, amb els senyals tradicionals del bou i la rella de l'arada al·lusius a l'acte de llaurar amb una parella de bous. Aquests senyals ja apareixien als antics escuts i segells utilitzats pel municipi. Al primer que es conserva, de les acaballes del segle xviii, hi consta una simple rella, i el segon, emprat d'ençà del 1870, consisteix en dos bous llaurant en un camp.